# Birmingham Bay
Birmingham Bay är en vik i Kanada.   Den ligger i territoriet Nunavut, i den nordöstra delen av landet, 3 300 km nordväst om huvudstaden Ottawa.
Trakten runt Birmingham Bay består i huvudsak av gräsmarker. Trakten runt Birmingham Bay är nära nog obefolkad, med mindre än två invånare per kvadratkilometer.